# Вяткін Борис Петрович
Борис Петрович Вяткін (рос. Борис Петрович Вяткин, * 2 травня 1913 — † 2 січня 1994) — радянський клоун-дресирувальник. Заслужений артист РСФСР (1954). Народний артист РРФСР (1980). Видатний майстер клоунського жанру радянського цирку.

## Фільмографія
- 1953 — «Арена сміливих» — камео